# Inge Hinterwaldner
Inge Hinterwaldner (* 1976) ist eine österreichisch-italienische Professorin für Kunstgeschichte.

## Leben
Hinterwaldner wuchs in Südtirol auf. Von 1995 bis 2000 studierte sie Kunstgeschichte, Archäologie und Geschichte an der Universität Innsbruck. Anschließend absolvierte sie 2001/2002 ein Volontariat am Institut für Netzentwicklung des Karlsruher Zentrums für Kunst und Medien und besuchte die Graduiertenkollegs „Bild. Körper. Medium. Eine anthropologische Perspektive“ an der Staatlichen Hochschule für Gestaltung Karlsruhe (2001–2006) sowie „Bild und Wissen“ an der Universität Basel (2005–2008). 2009 promovierte sie an der Universität Basel in Kunstgeschichte zu interaktiven Computersimulationen mit der Schrift Das systemische Bild: Ikonizität im Rahmen computerbasierter Echtzeitsimulationen, für welche sie den Fakultätspreis erhielt. 2009 bis 2013 leitete sie gemeinsam mit der Soziologin Martina Merz und dem Informatiker Thomas Vetter die interdisziplinäre Forschungsgruppe „Bild und Modell“ im Nationalen Forschungsschwerpunkt „Bildkritik. Macht und Bedeutung der Bilder“. Gleichzeitig unterrichtete sie an den Universitäten Bern, Luzern und der HGK Basel. In Lüneburg lehrte sie 2013 als Vertretungsprofessorin am Institut für Philosophie und Kunstwissenschaft der Leuphana Universität Lüneburg und war 2014 Gastprofessorin der DFG-Kolleg-Forschergruppe „Medienkulturen der Computersimulation“ (MECS). Weitere Gastprofessuren waren 2014–2105 an der Duke University in Durham und 2015–2016 am MIT in Cambridge. Ab Oktober 2016 war sie Professorin für Kunst- und Bildgeschichte der Moderne und Gegenwart an der Humboldt-Universität zu Berlin. Seit Oktober 2018 lehrt sie Geschichte der Kunst und Gestaltung am Karlsruher Institut für Technologie.
Ihre Forschungsschwerpunkte umfassen Bildtheorie, Modelltheorie, Theorie der Interaktivität und Temporalität in den Künsten, maschinen- und computerbasierte Kunst und Architektur, sowie die Verflechtungen von Künsten und Wissenschaften seit dem 19. Jahrhundert.

## Werke (Auswahl)

### Monographien
- Das systemische Bild: Ikonizität im Rahmen computerbasierter Echtzeitsimulationen. Wilhelm Fink Verlag, Basel 2010, ISBN 978-3-7705-4999-3 (551 S.).
  - Englische Übersetzung: The Systemic Image: A New Theory of Interactive Real-Time Simulations. MIT Press, London 2017, ISBN 978-0-262-03504-0 (392 S.).

### Herausgeberin
- mit Oliver Grau: Retracing political dimensions: Strategies in contemporary new media art. De Gruyter, Berlin 2020.
- mit Sabine Ammon: Bildlichkeit im Zeitalter der Modellierung. Operative Artefakte in Entwurfsprozessen der Architektur und des Ingenieurwesens. Wilhelm Fink Verlag, München 2017.
- mit Michael Hagner und Vera Wolff: Einwegbilder. Wilhelm Fink Verlag, München 2016.
- mit Tanja Klemm, Roland Meyer und Carsten Juwig: Topologien der Bilder. Wilhelm Fink Verlag, München 2008.

## Auszeichnungen
- 2020: Fakultätslehrpreis für Exzellente Lehre, von der KIT-Fakultät für Architektur[7]
- 2014: The Schachterle Essay Prize für den Aufsatz "Parallel lines as tools for making turbulence visible" (2013). Jährlicher Preis, vergeben durch die Society for Literature, Science and the Arts, für den besten Aufsatz zu Literatur und Wissenschaft in englischer Sprache durch eine*n nontenured Wissenschaftler*in[8]
- 2013: Preis "Geisteswissenschaften International", eine besondere Anerkennung innerhalb der Auszeichnung Geisteswissenschaften International zur Förderung exzellenter geistes- und sozialwissenschaftlicher Publikationen, für die englische Übersetzung der Dissertation (verliehen vom Börsenverein des Deutschen Buchhandels e.V., Fritz Thyssen Stiftung, VG Wort und vom deutschen Auswärtigen Amt)[9]
- 2010: Preis für Geisteswissenschaften, verliehen von der Philosophisch-Historischen Fakultät, Universität Basel als Auszeichnung für die beste Dissertation des akademischen Jahres 2009/2010 (gestiftet von der Genossenschaft Migros Basel)[10]

## Stipendien (Auswahl)
- 2014–2016: Advanced Postdoc-Mobility Stipendium des SNF für je ein Jahr Forschungsaufenthalt an der Duke University, Durham (USA); am Massachusetts Institute of Technology, Cambridge (USA)
- 2014: Research Fellowship der Kolleg-Forschergruppe "Medienkulturen der Computersimulation" (MECS), Leuphana Universität Lüneburg
- 2011: Fellowship des Stone Summer Theory Institute "Farewell to Visual Studies", Chicago
- 2006–2008: Promotionsstipendium: Graduiertenkolleg "Bild und Wissen", Schweizerischer Nationalfonds
- 2003–2006: Promotionsstipendium: Graduiertenkolleg "Bild. Körper. Medium. Eine anthropologische Perspektive", DFG
- 1999: Stipendium für die Erstellung der Diplomarbeit: Emanuel und Sophie Fohn-Stipendienstiftung Wien für höchstbegabte Studierende und Studienabsolventen, Wien